# Arlen Dean Snyder
Arlen Dean Snyder (Rice, 5 marzo 1933 – Seattle, 5 luglio 2024) è stato un attore statunitense.

## Filmografia parziale

### Cinema
- Gunny (Heartbreak Ridge), regia di Clint Eastwood (1986)
- La fine del gioco (No Man's Land), regia di Peter Werner (1987)
- Kansas, regia di David Stevens (1988)
- Bird, regia di Clint Eastwood (1988)
- Affari sporchi (Internal Affairs), regia di Mike Figgis (1990)
- Programmato per uccidere (Marked for Death), regia di Dwight H. Little (1990)

### Televisione
- Dear Detective – serie TV, 4 episodi (1979)
- Dallas – serie TV, 6 episodi (1982-1983)
- Trauma Center – serie TV, 13 episodi (1983)
- Quattro donne in carriera (Designing Women) – serie TV, 3 episodi (1986-1988)
- La signora in giallo (Murder, She Wrote) – serie TV, episodi 4x17-7x20 (1988-1991)